# La tomba (film 1986)
La tomba (The Tomb) è un film del 1986 diretto dal regista Fred Olen Ray, liberamente ispirato al romanzo Il gioiello delle sette stelle di Bram Stoker.

## Trama
Un profanatore di tombe ruba preziosi artefatti da un'antica tomba egizia e in seguito li rivende a vari archeologi statunitensi. La donna sepolta nella tomba dissacrata resusciterà per ottenere vendetta.